# Gracias a vosotros
Gracias a vosotros es el título de dos  álbumes de estudio de María Dolores Pradera, aparecidos en 2012 y 2013 respectivamente, compuestos por duetos de la artista con varios representantes de diversos géneros del panorama musical español.

## Primer volumen
El primer volumen, grabado en 2012, incluye colaboraciones con Joaquín Sabina , Sergio Dalma, Pablo Alborán, Raphael, Miguel Bosé, Manolo García, Ana Belén, Joan Manuel Serrat, Luis Eduardo Aute, Diego el Cigala, Víctor Manuel, Pasión Vega, Miguel Poveda y Diana Navarro.

### Canciones
| Gracias a vosotros |                                                       |          |  |
| N.º                | Título                                                | Duración |  |
| 1.                 | «La flor de la canela» (con Joaquín Sabina)           | 3:13     |  |
| 2.                 | «La media vuelta» (con Ana Belén)                     | 3:09     |  |
| 3.                 | «Procuro olvidarte» (con Sergio Dalma)                | 3:57     |  |
| 4.                 | «Fina estampa» (con Miguel Poveda)                    | 3:10     |  |
| 5.                 | «No sé por qué te quiero» (con Pablo Alborán)         | 3:44     |  |
| 6.                 | «Tu nombre me sabe a hierba» (con Joan Manuel Serrat) | 2:40     |  |
| 7.                 | «Lágrimas negras» (con Diego el Cigala)               | 3:49     |  |
| 8.                 | «Gracias a la vida» (con Raphael)                     | 3:33     |  |
| 9.                 | «Habaneras de Cádiz» (con Pasión Vega)                | 4:35     |  |
| 10.                | «No volveré» (con Manolo García)                      | 3:21     |  |
| 11.                | «El rosario de mi madre» (con Miguel Bosé)            | 2:56     |  |
| 12.                | «Caminemos» (con Luis Eduardo Aute)                   | 3:33     |  |
| 13.                | «Lía» (con Diana Navarro)                             | 3:51     |  |
| 14.                | «Amarraditos» (con Víctor Manuel)                     | 2:40     |  |
| 48:11              |                                                       |          |  |

## Segundo volumen
En noviembre de 2013 se estrenó el segundo volumen del disco, esta vez con la presencia de Enrique Bunbury, Sole Giménez, Carlos Baute, Estrella Morente, Rosana, Dani Martín, José Mercé, Amaia Montero, Carmen París, Ana Torroja, Amaya Uranga y Armando Manzanero.

### Canciones
| Gracias a vosotros volumen 2 |                                                   |          |  |
| N.º                          | Título                                            | Duración |  |
| 1.                           | «Se me olvidó otra vez» (con Enrique Bunbury)     | 3:06     |  |
| 2.                           | «Contigo en la distancia» (con Sole Giménez)      | 3:21     |  |
| 3.                           | «Ausencia» (con Carlos Baute)                     | 2:25     |  |
| 4.                           | «Habanera Imposible» (con Estrella Morente)       | 4:12     |  |
| 5.                           | «El Talismán» (con Rosana)                        | 4:14     |  |
| 6.                           | «Amanecí en tus brazos» (con Dani Martín)         | 3:16     |  |
| 7.                           | «Cómo han pasado los años» (con José Mercé)       | 3:18     |  |
| 8.                           | «Las Mañanitas» (con Amaia Montero)               | 2:43     |  |
| 9.                           | «El tiempo que te quede libre» (con Carmen París) | 2:48     |  |
| 10.                          | «Hijo de la luna» (con Ana Torroja)               | 4:09     |  |
| 11.                          | «Golondrina Presumida» (con Amaya Uranga)         | 3:29     |  |
| 12.                          | «Esta tarde vi llover» (con Armando Manzanero)    | 3:31     |  |
| 13.                          | «Qué tal te fue la vida»                          | 3:51     |  |
| 44:23                        |                                                   |          |  |